# 下登彩
下登 彩（しものぼる あや、1981年8月23日 - ）は、元三重テレビ放送 (MTV) のアナウンサー、元宮崎放送 (MRT) のアナウンサー。

## 来歴
宮崎県宮崎市出身。宮崎県立宮崎大宮高等学校、同志社大学卒業。大学在学時には生田教室にも通っていた。
2004年4月に三重テレビに入社し、同局のアナウンサーになる。三重テレビでは、2005年度から国民体育大会（国体）の現地取材を担当。また、アナウンス業務・取材業務と並行して地上デジタル放送推進大使も務めていた。
2008年4月1日まで三重テレビの『ワクドキ!元気』に出演した後、同年5月に宮崎放送へ移籍した。それに伴い、地デジ大使の任は外部タレントである多森成子に引き継がれた。
宮崎放送ではテレビ・ラジオの双方に出演した。2009年10月に同局を退社。

## 担当番組

### テレビ番組
- ワクドキ!元気（三重テレビ） - 水曜・木曜アシスタント → 火曜アシスタント、「ふるさとリレー」リポーター[6]
- MRTイブニング・ニュース（宮崎放送） - スポーツコーナー「フレッシュEYE」担当
- MRT THE NEWS（宮崎放送） - スポーツコーナー担当

### ラジオ番組
- スカッと朝いち番!（MRTラジオ） - 月曜担当
- 思い出のラブソング（MRTラジオ）
- あや・さこ・まりプロデュース Mアナ☆スタイル（MRTラジオ）
- 下登彩のラ・テ ソムリエ（MRTラジオ）
- 宮崎エコノミークラブ（MRTラジオ）
- スイッチ♪音TIME（MRTラジオ） - 金曜担当